# IJsbaan van Shibetsu
De ijsbaan van Shibetsu (標津町営スケートリンク) is een ijsbaan in Shibetsu in de prefectuur Hokkaido in het noorden van Japan. De openlucht-natuurijsbaan ligt op 4 meter boven zeeniveau. De ijsbaan is tegenover de Shibetsu Elementary School school gelegen.
Erkende ijsbanen

Niet-erkende ijsbanen